# 安阳西站联络线
安阳西联络线，是山西中南部铁路与京广铁路安李支线的联络线。长8.792km。

## 简介
自山西中南部铁路水冶南站东端引出，与山西中南部铁路并行，下穿省道S301后，线路折向北跨越既有安李铁路，向东至安阳西站。
配套建设：
- 水冶南疏解线，从水冶南站中心至曲沟线路所安全线车挡，线路长度1.298km。
- 改建安李铁路：引入安阳西站引起改建安李铁路3.7km，改建范围K6+000～K9+700。

国铁Ⅱ级；单线；最小曲线半径350m；限制坡度：13‰；电力牵引；牵引质量5000t；到发线有效长度：1050m；设计速度：80km/h。
建设单位：安阳投资集团有限公司。